# أكوابيسا
أكوابيسا (كالابريان: U Casàle) هي كومونا في مقاطعة كوزنسة في منطقة قلورية بجنوب إيطاليا.